# Louis Abry
Pour les articles homonymes, voir Abry.
Louis Abry, né le 28 juillet 1643 à Liège et mort dans cette même ville le 18 juillet 1720 , est un chroniqueur, peintre, graveur, historien et généalogiste liégeois. Abry fut l'élève de Renier de Lairesse, père du peintre Gérard de Lairesse.

## Ouvrages
Il a participé à la rédaction des documents suivants :
- Les Délices du Pays de Liège (partim);
- Les hommes illustres de la nation liégeoise, Liège, Grandmont-Donders, coll. « Société des Bibliophiles liégeois », 1867, 356 p. (lire en ligne);
- Avec Jean Guillaume Loyens, Recueil héraldique des bourguemestres de la noble cité de Liege : où l’on voit la genealogie des evêques et princes, de la noblesse, et des principales familles de ce païs, Liège, Jean-Philippe Gramme, 1720, 582 p. (lire en ligne)
- Stanislas Bormans, « Revue de Liège en 1700 », Bulletin de l'Institut archéologique liégeois, t. VIII,‎ 1866, p. 273-299 (lire en ligne, consulté le 26 mai 2017)

Nous connaissons encore les manuscrits restés inédits qui faisaient autrefois partie de la bibliothèque du château de Warfusée :
- Le Recueil des Grands-mayeurs et échevins de Liège.
- Le Recueil des Commissaires de la Cité.
- Le Recueil des Seigneurs du Conseil ordinaire.
- Les Seigneurs de Jehay.
- Les seigneurs d'Aigremont, Hauts-Voués de Hesbaye.
- L'économie du palais épiscopal de Liège.
- Les mambours de la Cité de Liège.

Ces documents sont très souvent utiles aux historiens du XXe siècle comme Théodore Gobert.